# Thoosuchus
Thoosuchus (betekent 'actieve krokodil') is een geslacht van uitgestorven basale trematosauroïde trematosaurische temnospondyle Batrachomorpha (basale 'amfibieën'). Fossielen zijn gevonden in Rusland en dateren uit het Vroeg-Trias. Het is het typegeslacht van de familie Thoosuchidae, voorheen de onderfamilie Thoosuchinae genoemd en binnen Benthosuchidae geplaatst. De benthosuchiden waren oorspronkelijk samengesteld uit de meeste basale trematosaurische vormen beschouwd als de voorouders van de trematosauriden. 

## Naamgeving
Het materiaal van de soort, gevonden door E. Jakowlew, werd aanvankelijk voorlopig verwezen naar Trematosuchus in 1926 door Riabinin als een Trematosuchus (?) jakovlevi. De Russische paleontoloog Ivan Yefremov (Efremov) benoemde in 1940 hiervoor het geslacht Thoosuchus 'actieve krokodil' (van het Oudgriekse θοός (thoos) 'behendig, actief' en σοῦχος (soukhos) 'krokodil'), met het oog op zijn duidelijk meer actieve manier van leven in water dan de levenswijze van Benthosuchus. Het holotype is TsNIGRI 2169/1, het voorste deel van een schedel.
Jefremow benoemde in 1940 nog twee soorten. Trematosaurus weidenbaumi Kuzmin, 1935 hernoemde hij tot een Thoosuchus weidenbaumi. Dit werd in 1989 het aparte geslacht Angusaurus. Lyrocephalus acutirostris Hartmann-Weinberg & Kuzmin, 1936 hernoemde hij tot een Thoosuchus acutirostris. Lyrocephalus acutirostris wordt hierom wel gezien als de typesoort van Thoosuchus.
Getmanow benoemde in 1989 nog twee soorten. Thoosuchus tardus, 'de trage', is gebaseerd op holotype PIN 4000/1. Thoosuchus tuberculatus, 'de bultige', is gebaseerd op holotype PIN 4197/1. De geldigheid van beide soorten is onzeker.
In 2021 werd een Thoosuchus abbasovi benoemd.

## Beschrijving
Voor zijn familie was Thoosuchus vrij klein, hij bereikte iets meer dan zestig centimeter met een schedel van vijftien centimeter.

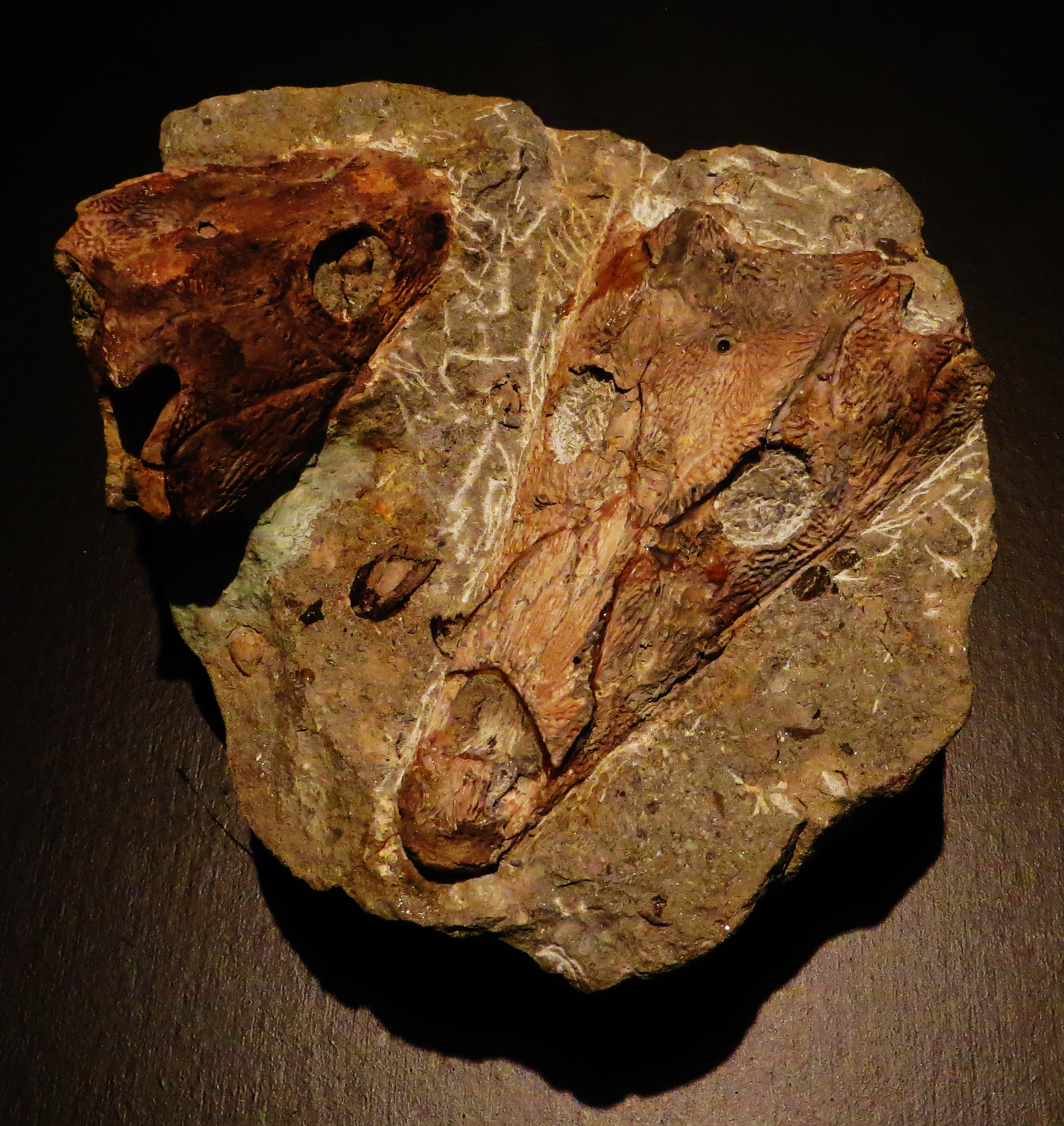
Thoosuchus

Thoosuchus lijkt oppervlakkig gezien op de meer afgeleide trematosauriden, maar kan van hen worden onderscheiden op basis van een diepe, smaller wordende otische inkeping. Het had ver uit elkaar liggende oogkassen en een matig langwerpig schedeldak dat was versierd met richels en groeven, vooral op de wandbeenderen. Deze versiering is ook een kenmerk van trematosauriden en is beschreven als een zone van intensieve groei. Het goed ontwikkelde zijlijnsysteem van Thoosuchus is indicatief voor zijn veronderstelde aquatische levensstijl.